# Počátecký vrch
Počátecký vrch (německy Ursprungberg) je hora v Krušných horách.
Tyčí se 1,5 km severovýchodně od Počátků, části města Kraslic v okrese Sokolov v Karlovarském kraji. Vrchol se nachází přibližně 500 m jihovýchodně od česko-saské hranice.
Jméno se odvozuje od toho, že několik potoků má své prameny (počátky) na svazích hory. Na jižním svahu pramení Zadní Liboc, který ústí do Libockého potoka. Severovýchodním směrem odtéká Hraniční potok. Na západním úbočí pramení drobný potůček, který po necelých 200 metrech na českém území pokračuje v Sasku jako potok Schwarzbach. Počátecký vrch je již v roce 1150 zmiňován jako severovýchodní hraniční bod, který odděloval oblast řezenské, pražské a naumburské diecéze. Rovněž vyznačoval nejsevernější hraniční bod historického Chebska.
Počátecký vrch je nejvyšší horou v přírodním parku Leopoldovy Hamry.

## Přístup
Na vrchol Počáteckého vrchu nevede turisticky značená cesta, červeně značená stezka z Kostelní do Krásné prochází jihovýchodním úbočím hory.